# Астаф'євський
Астаф'євський (рос. Астафьевский) — селище у Нагайбацькому районі Челябінської області Російської Федерації.
Входить до складу муніципального утворення Куликовське сільське поселення. Населення становить 253 особи (2010).

## Історія
Згідно із законом від 9 липня 2004 року органом місцевого самоврядування є Куликовське сільське поселення.

## Населення
| 2002 | 2010 |
| ---- | ---- |
| 341  | ↘253 |